# 龜背灣

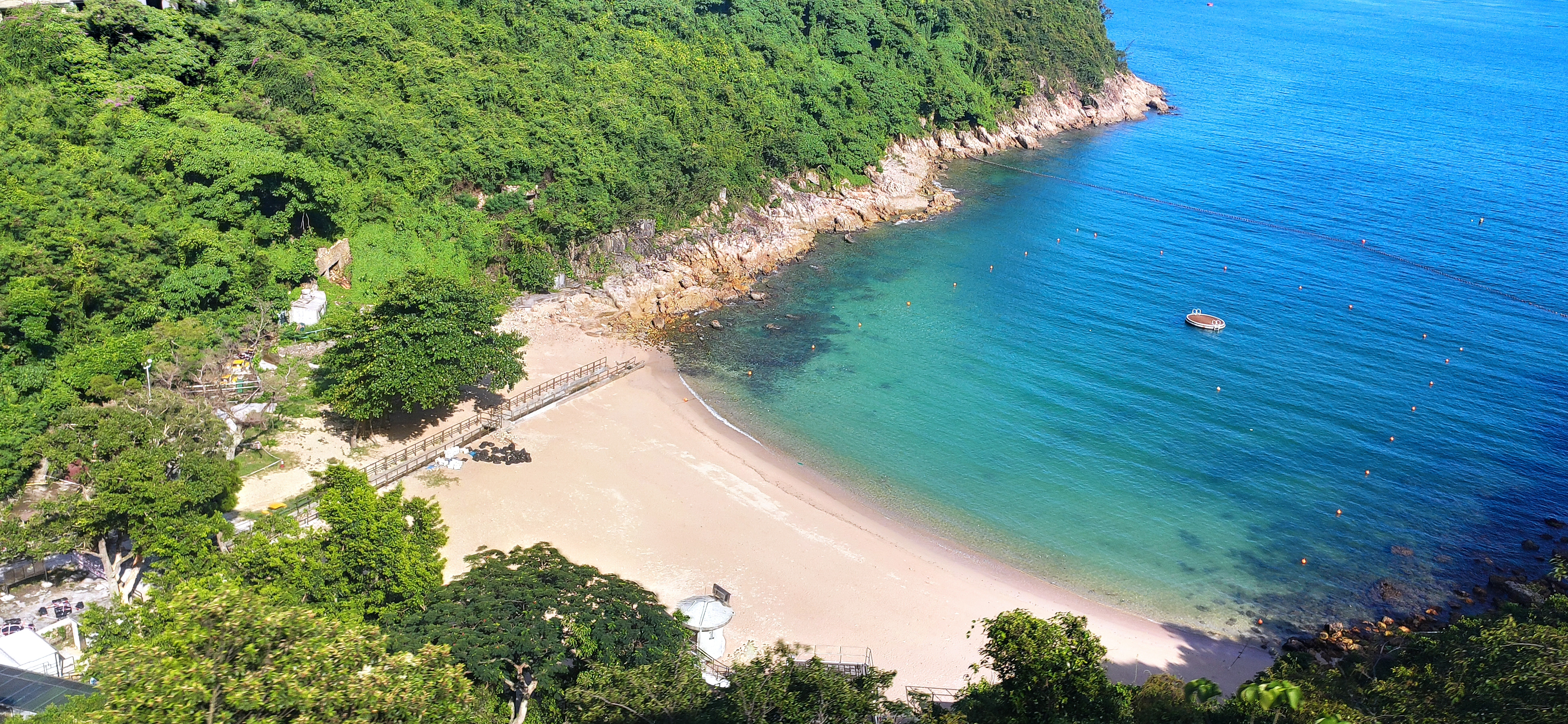
龜背灣泳灘

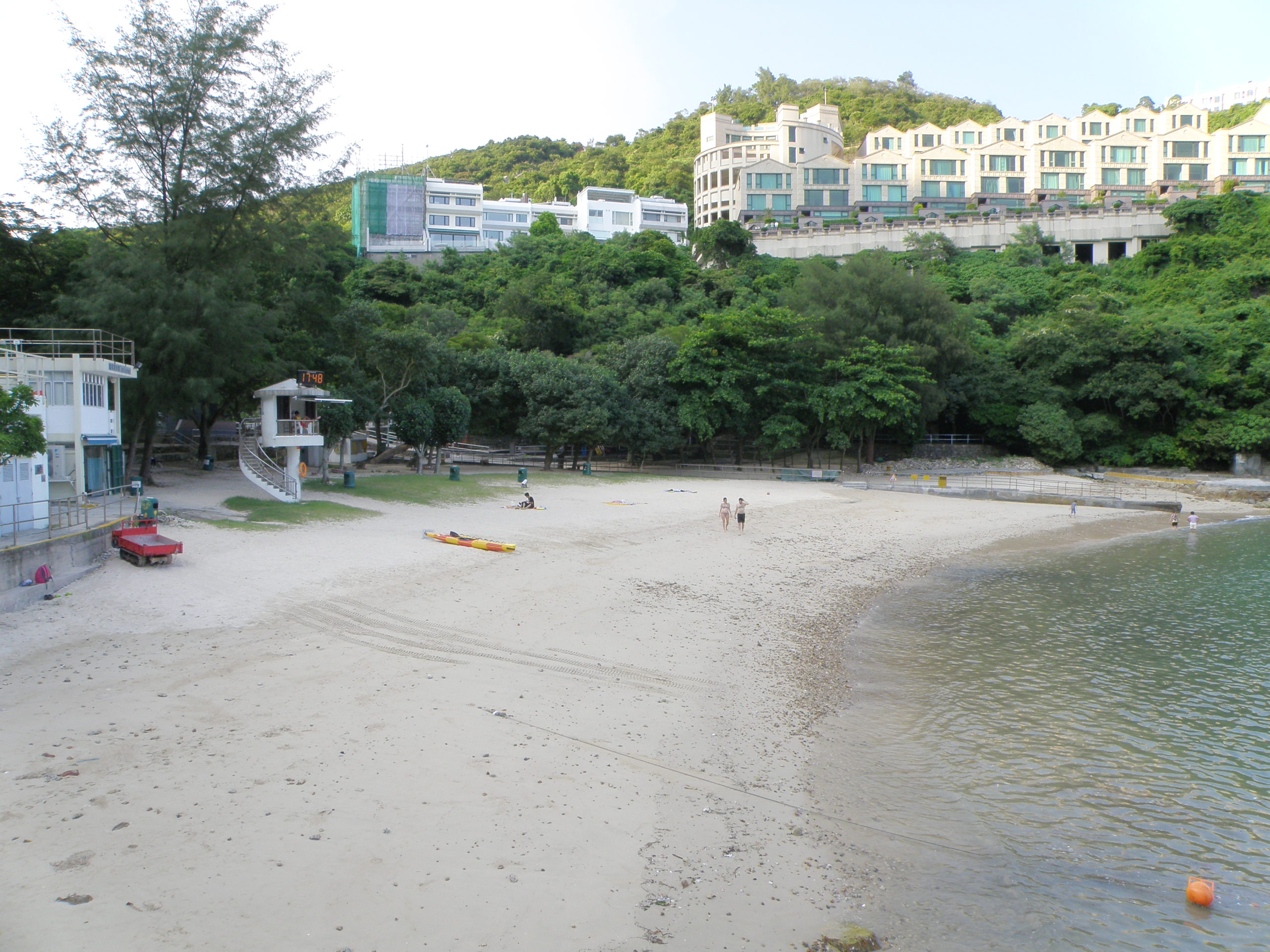
龜背灣

龜背灣是香港島南區大潭東部的一個海灣，龜山和白筆山之間。灣內有龜背灣泳灘，現由康樂及文化事務署管理。

## 泳灘設施
龜背灣泳灘的設施包括野餐桌、燒烤區、更衣室、淋浴設備、洗手間、浮台及兒童遊樂場。